# E20 (Dänemark)
Die E20 in Dänemark ist der dänische Abschnitt der internationalen Europastraße 20 und verbindet Malmö in Schweden mit Kopenhagen und Jütland. Die Strecke ist 313 Kilometer lang. In Schweden wird die Strecke als Europaväg 20 weitergeführt.
Die Strecke ist bis auf ein kleines Stück in Esbjerg vollständig als Autobahn ausgebaut.

## Verlauf
Die E20 ist die einzige durchgehende Ost-West-Verbindung in Dänemark und die Hauptverbindung zwischen Jütland, Fünen und Seeland. Die Straße führt von Esbjerg am Wattenmeer über Kolding, Odense und Kopenhagen nach Malmö in Schweden.

### Abschnitte
Der dänische Teil der E20 besteht eigentlich aus sieben Verbindungsautobahnen, jede mit eigenem Namen und einer Verwaltungsnummer, die nicht in der Beschilderung verwendet wird. Dies sind (von West nach Ost):
- Esbjergmotorvejen (M52; Esbjerg – Kolding)
- Taulovmotorvejen (M40; Kolding – Taulov – Kleiner-Belt-Brücke)
- Fynske Motorvej (M40; Kleiner-Belt-Brücke – Odense – Großer-Belt-Brücke)
- Vestmotorvejen (M20; Großer-Belt-Brücke – Korsør – Køge)
- Køge Bugt Motorvejen (M10; Køge – Vallensbæk)
- Amagermotorvejen (M3; Vallensbæk – Kopenhagen)
- Øresundsmotorvejen (M3; Kopenhagen – Öresundbrücke)

## Brücken

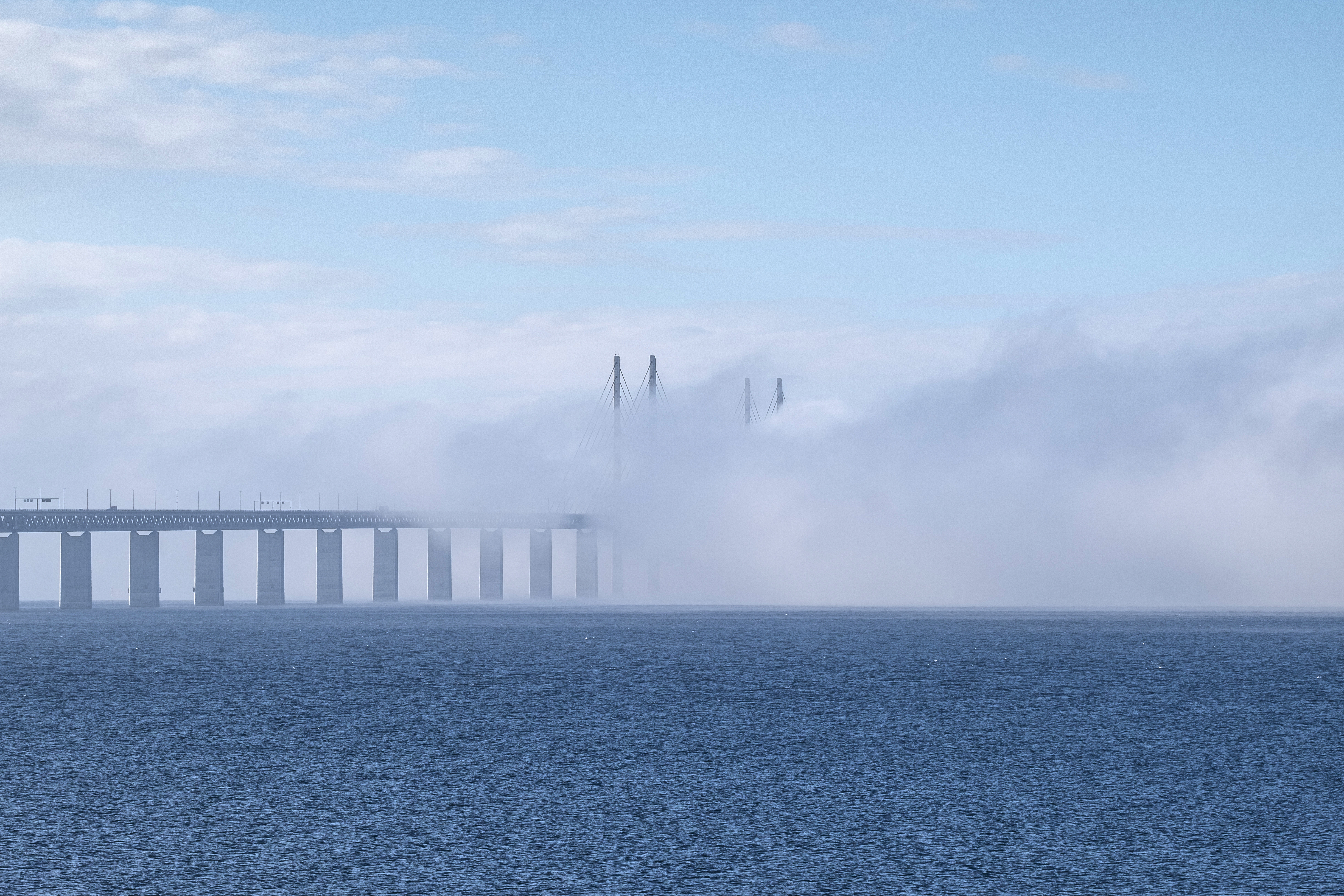
Öresundbrücke

Die E20 führt in Dänemark über drei große Brücken, die eine durchgängige Landverbindung von der kimbrischen Halbinsel (Jütland) über die Inseln Fünen und Seeland zur skandinavischen Halbinsel herstellen.
Die Ny Lillebæltsbro über den Kleinen Belt verbindet Jütland mit Fünen.
Weiter die Storebæltsbroen über den Großen Belt zwischen Fünen und Seeland sowie die Öresundbrücke zwischen Kopenhagen (auf Seeland) und Malmö über den Öresund.
Die Benutzung der beiden letztgenannten Brücken ist mautpflichtig.

## Galerie

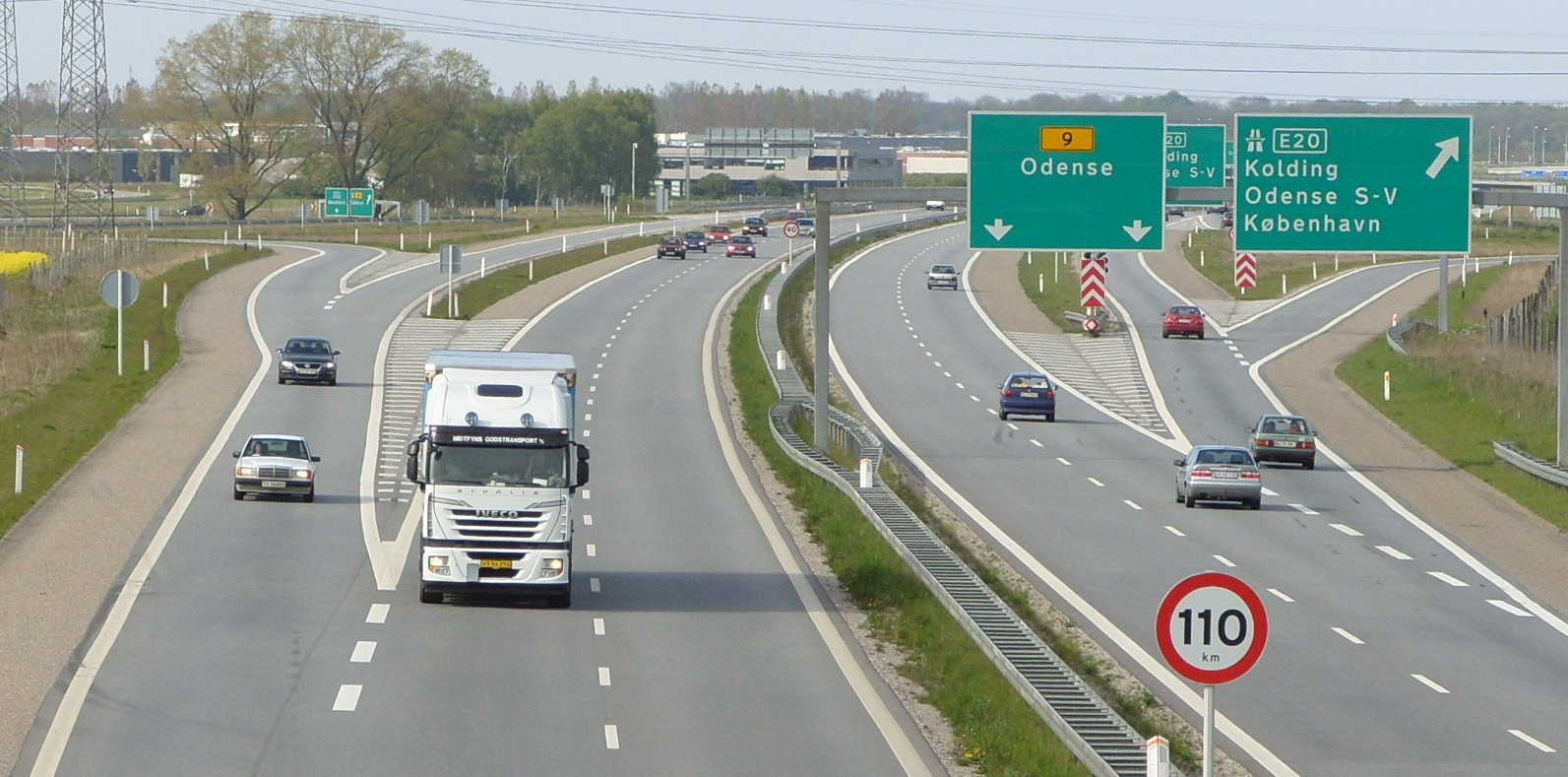
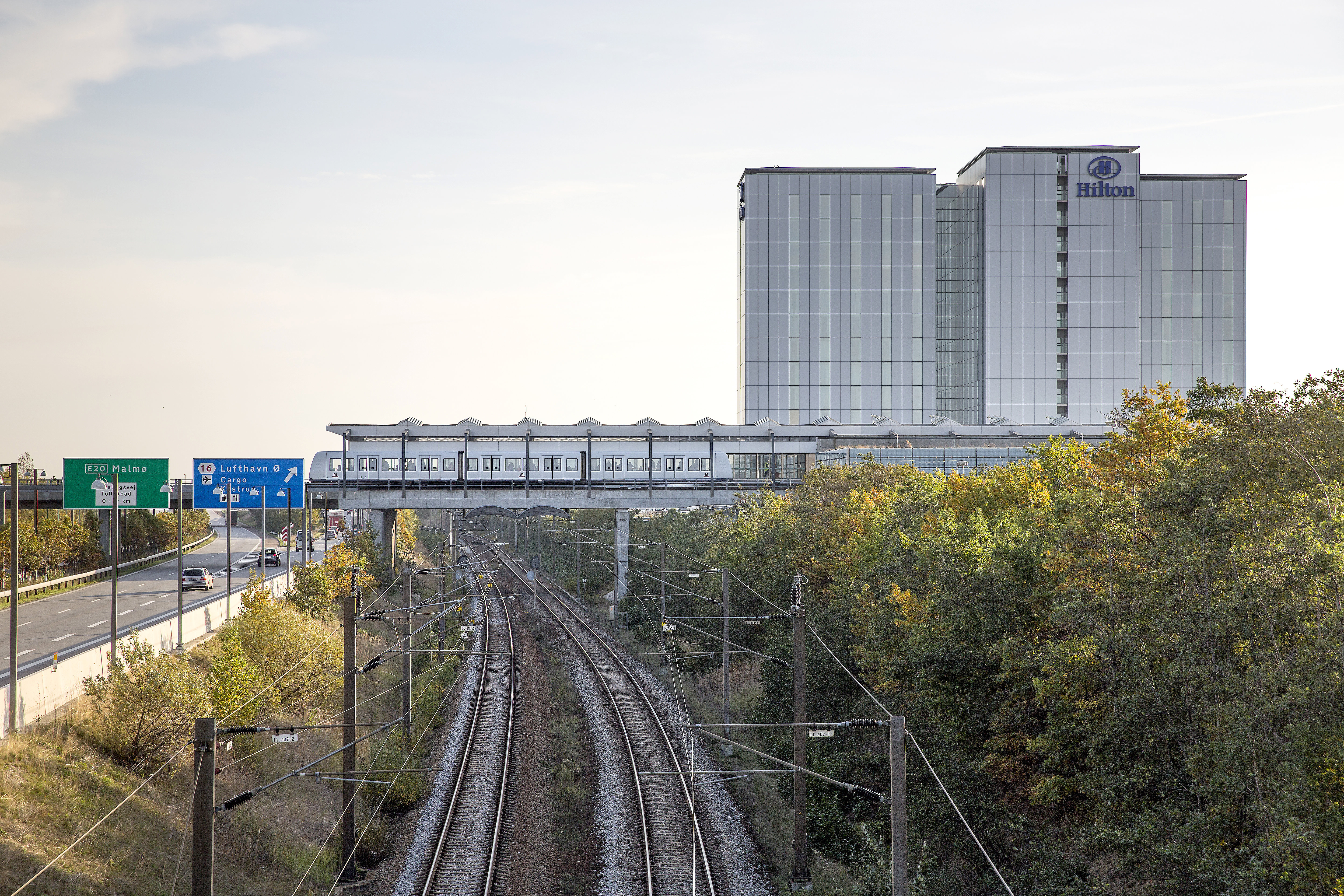
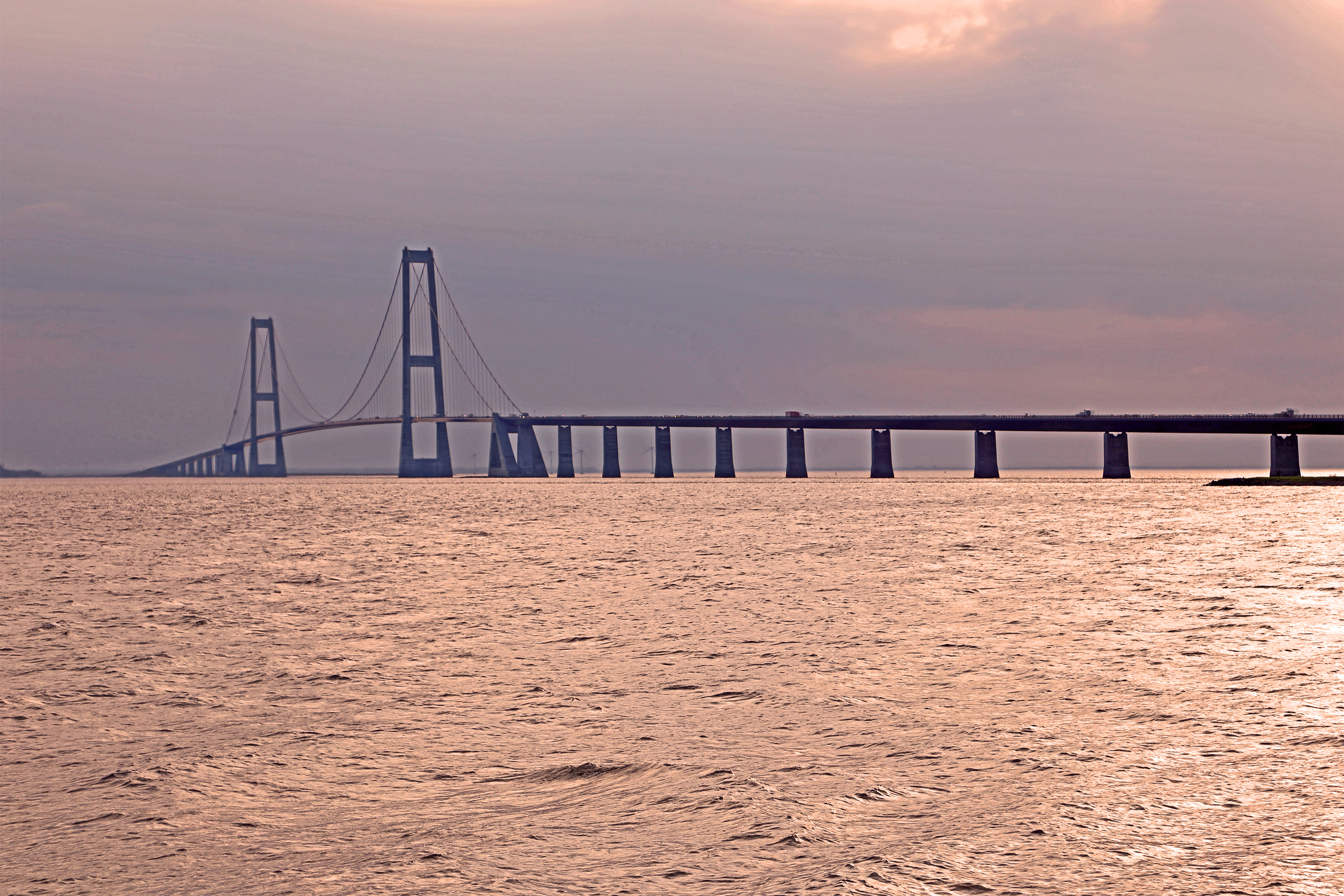
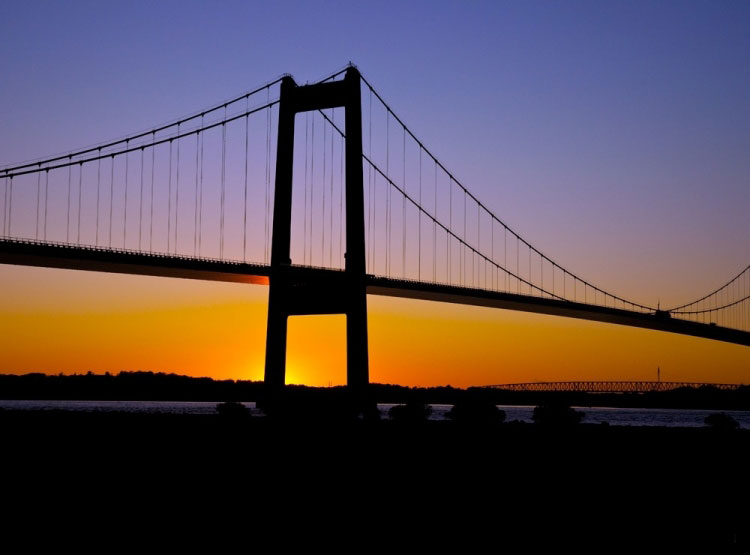
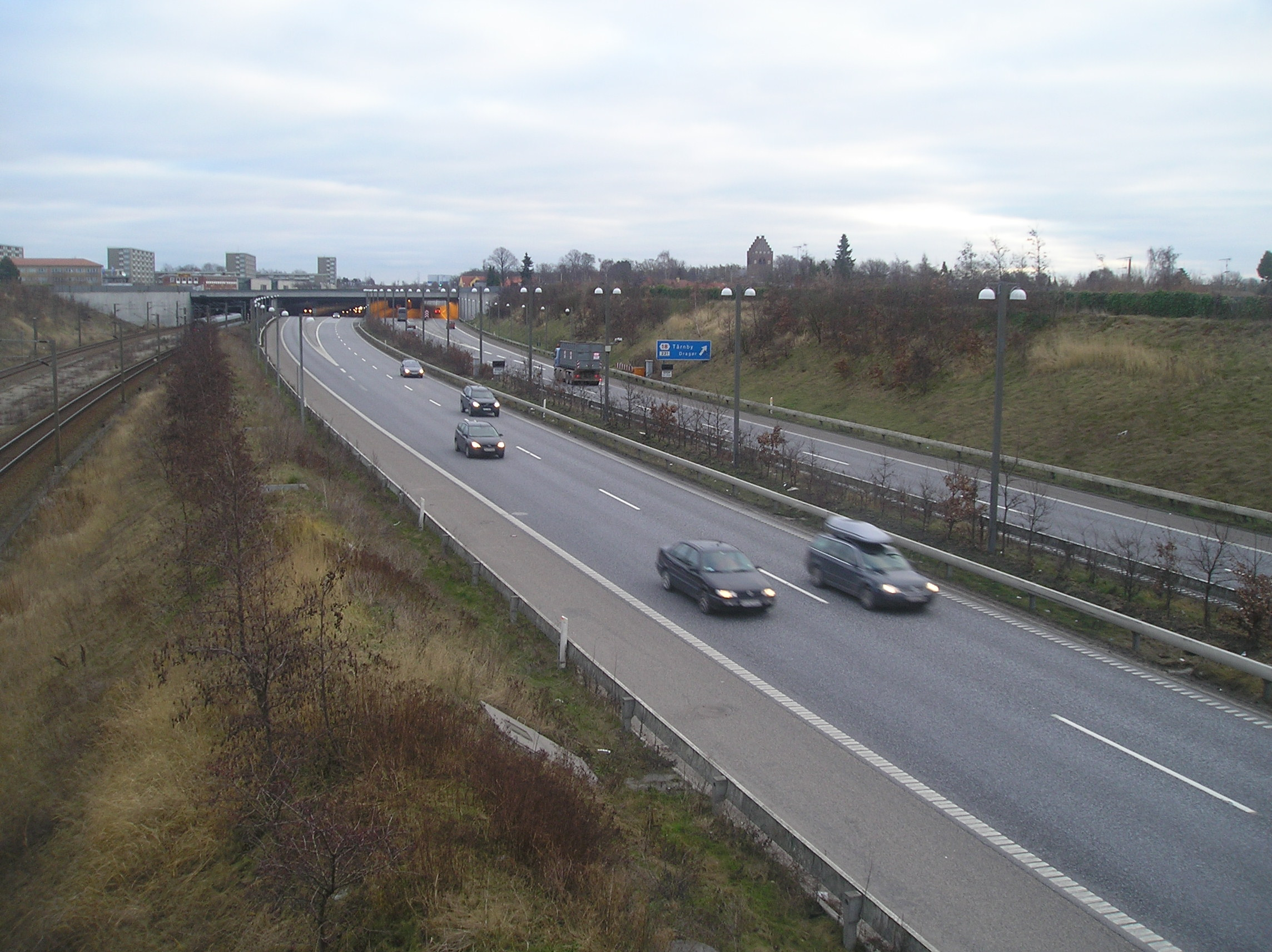